# Ostaszewo Wielkie
Ostaszewo Wielkie – wieś w Polsce położona w województwie mazowieckim, w powiecie pułtuskim, w gminie Gzy. Ma status sołectwa.
W latach 1975−1998 miejscowość administracyjnie należała do województwa ciechanowskiego.

## Historia

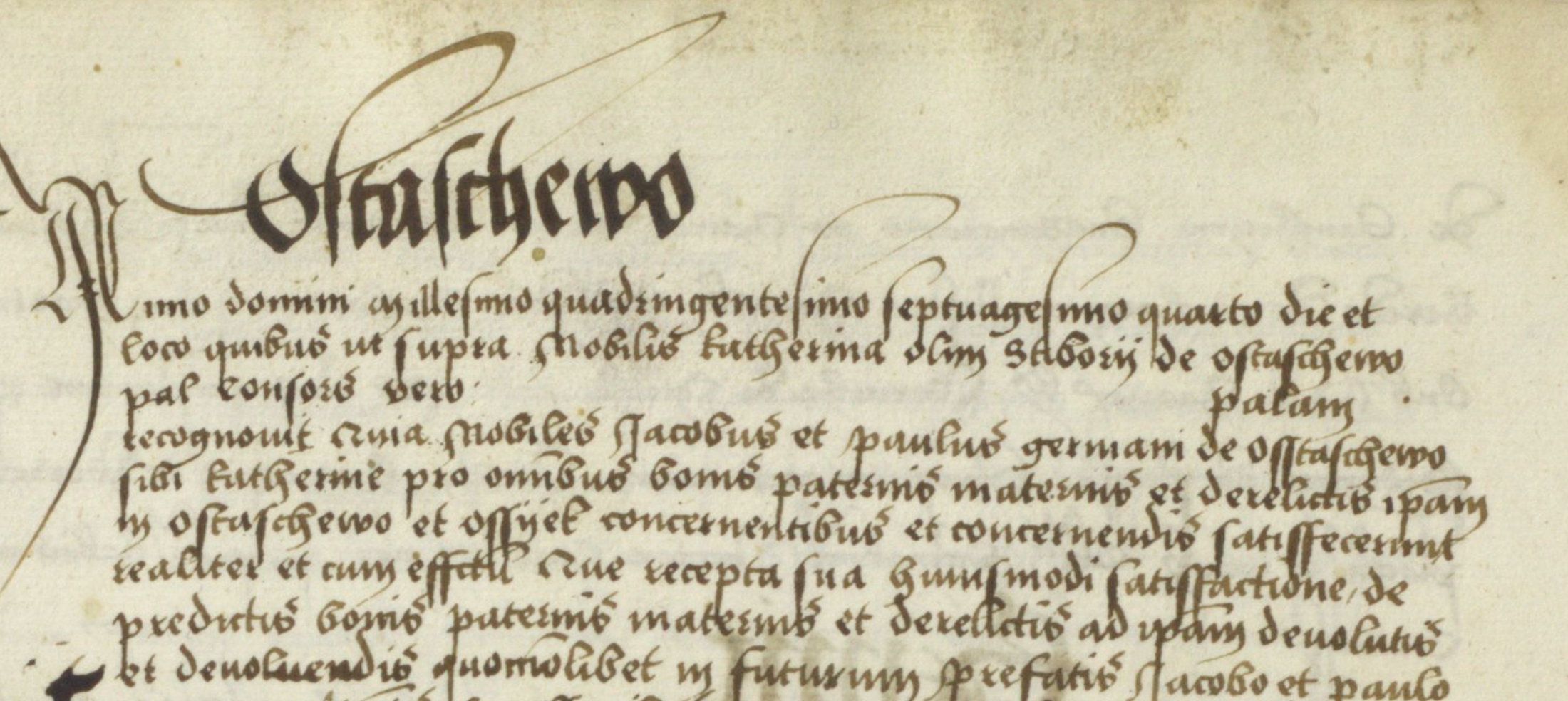
Metryka Koronna (Mazowiecka) 1474r.

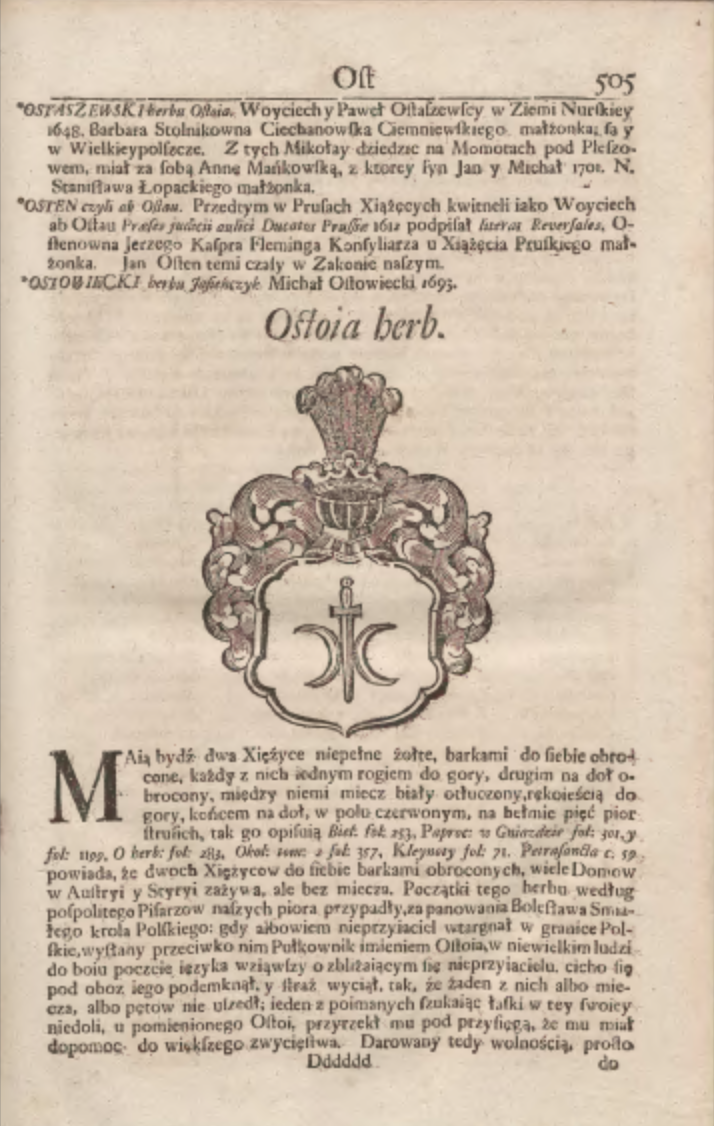
Korona Polska Kaspra Niesieckiego Lwów 1740

Od średniowiecza miejscowość należała do rodu Ostaszewskich herbu Ostoja. W 1446 książę Bolesław IV nadał przywilej Ściborowi z Ostaszewa zwalniający jego poddanych z prac przy odnawianiu grodu.
Po Ściborze dobra odziedziczył jego syn Paweł, cytowany w 1474, następnie jego syn Ścibor występujący w aktach 1512 roku, zaś po nim - gdy Księstwo Mazowieckie zostało włączone do Korony (w 1526) - jego syn Paweł, cytowany w dokumentach z lat 1552–1570. Paweł miał z małżeństwa z Anną Gołocką dwóch synów: Jana i Adama, ożenionego w 1604 z Eufemią Karniewską, córką Myśibora Karniewskiego, sędziego ziemskiego różańskiego i makowskiego. 
4 września 1634 Adam i Jan dokonali podziału majątku w ten sposób "iż urodzonemu panu Adamowi Ostaszewskiemu, bratu starszemu, Ostaszewo Wielkie (...), a urodzonemu panu Janowi, bratu młodszemu, dobra w Łossowie (...) dostały się z wszystkimi pożytkami i dobytkami (...) zabudowaniami dworskimi i chłopskimi i poddanymi (...)"
Po Adamie Ostaszewo Wielkie przejął jego syn Franciszek Ostaszewski, cytowany dnia 9 września 1658 w Metryce Koronnej z racji otrzymania od króla Jana Kazimierza urzędu skarbnika ziemi ciechanowskiej 19 sierpnia 1658.
Franciszek, żonaty najpierw z Heleną Młocką, następnie z Marianną Niszczycką, córką Zygmunta Niszczyckiego, wojewodzica bełskiego, testamentem z 1684 podzielił dobra między synów z pierwszego małżeństwa: Wojciecha i Jacka.
Wojciech, po ojcu skarbnik ciechanowski (od ok. 1681 r.), miał z małżeństwa z Katarzyną Brodzką syna Felicjana, w 1767 skarbnika bracławskiego. Natomiast brat Wojciecha, Jacek Ostaszewski, ożeniony w 1689 z Magdaleną Kuklińską, miał syna Antoniego, urodzonego w 1696, skarbnika nurskiego w 1755 roku, ożenionego z Barbarą Dunin Mieczyńską.
W 1754 roku bezpotomny Felicjan Ostaszewski przekazał majątek wspomnianemu Antoniemu, skarbnikowi nurskiemu, swemu bratu stryjecznemu, ów z kolei w 1765 roku darował te dobra synowi, Franciszkowi, komornikowi ziemskiemu ciechanowskiemu, ożenionemu z Magdaleną Luboradzką, córką Stefana Luboradzkiego, wojskiego zawkrzeńskiego, sędziego i podstarościego grodzkiego ciechanowskiego.
15 listopada 1771 roku wspomniany Antoni Ostaszewski, za zgodą swego syna Franciszka, sprzedał Ostaszewo Wielkie z przyległościami podstolemu zawkrzeńskiemu Antoniemu Zielińskiemu, co zostało odnotowane w księgach grodzkich.
Tym samym, po kilkuset latach, Ostaszewo Wielkie wyszło z rąk rodziny Ostaszewskich.